# سیارک ۱۲۱۱۰۳
سیارک ۱۲۱۱۰۳ (به انگلیسی: 121103 Ericneilsen، نامگذاری:1999FX73)۱۲۱۱۰۳مین سیارک کشف شده‌است که در ۲۰ مارس ۱۹۹۹ کشف شد.